# Aloză
Aloza este o monozaharidă de tip aldoză (mai exact o aldohexoză) și are formula moleculară C6H12O6.  Ca monozaharidă liberă este rară în natură, dar se găsește sub formă de 6-O-cinamil-glicozidă în frunzele speciei Protea rubropilosa. Este un epimer C-3 al glucozei.